# Медаль Свободи (Норвегія)
Медаль Свободи короля Гокона VII — державна нагорода Королівства Норвегія.

## Історія
Медаль Свободи була створена Указом короля Норвегії Гокона VII 18 травня 1945 року спільно з іншо. нагородою – Хрестом Свободи короля Гокона VII.
Медаль вручається за видатні заслуги у воєнний час норвезького і союзного військового персоналу і цивільних осіб, не пов'язаних з військовими діями.

## Опис
Медаль круглої форми з бронзи.
На аверс коронована монограма Гокона VII, накладена на букву «V» (victory —  перемога). Монограма оточена колом з точок, що відокремлюють облямівку, на якій дві написи, розділених хрестами: вгорі — «ALT FOR NORGE», внизу — «1940-1945».
На реверсі — вінок з дубових гілок.
Медаль за допомогою перехідної ланки у вигляді стрічки, що розвивається, кріпиться до шовкової муарової стрічки темно-синього кольору.
 Для повсякденного носіння є символ медалі – планка, обтягнута стрічкою медалі з накладеною металевою накладкою у вигляді королівської монограми.

## Статут медалі
§1 - Медаль Свобода може бути присуджена норвезьким або іноземним військовим та цивільним працівникам, які під час війни надавали послуги Норвегії, що мало бути вигідним для королівства.
§2 - Поява медалі Свободи буде визначена пізніше.
§3 - Медаль Свободи носиться громадянами Норвегії на лівій стороні грудей. На уніформі замість медалі можна носити стрічкову планку.
§4 - Медаллю Свободи, нагороджує король за рекомендацією Державної ради:
- для військових Міністерством оборони за пропозицією військової влади;
- для іноземців через Міністерство закордонних справ.

- для цивільних осіб через Міністерство юстиції за пропозицією норвезької влади;

Всі параметри оформлення повинні бути представлені міністру з прем'єр-міністром.
§5 - Медаль Свободи повинен супроводжувати диплом.
§6 - Медаль Свободи є особистим майном і не повертається після смерті. Медаль Свобода може бути передана поштою після смерті і залишитись найближчий людям для зберігання.

## Галерея

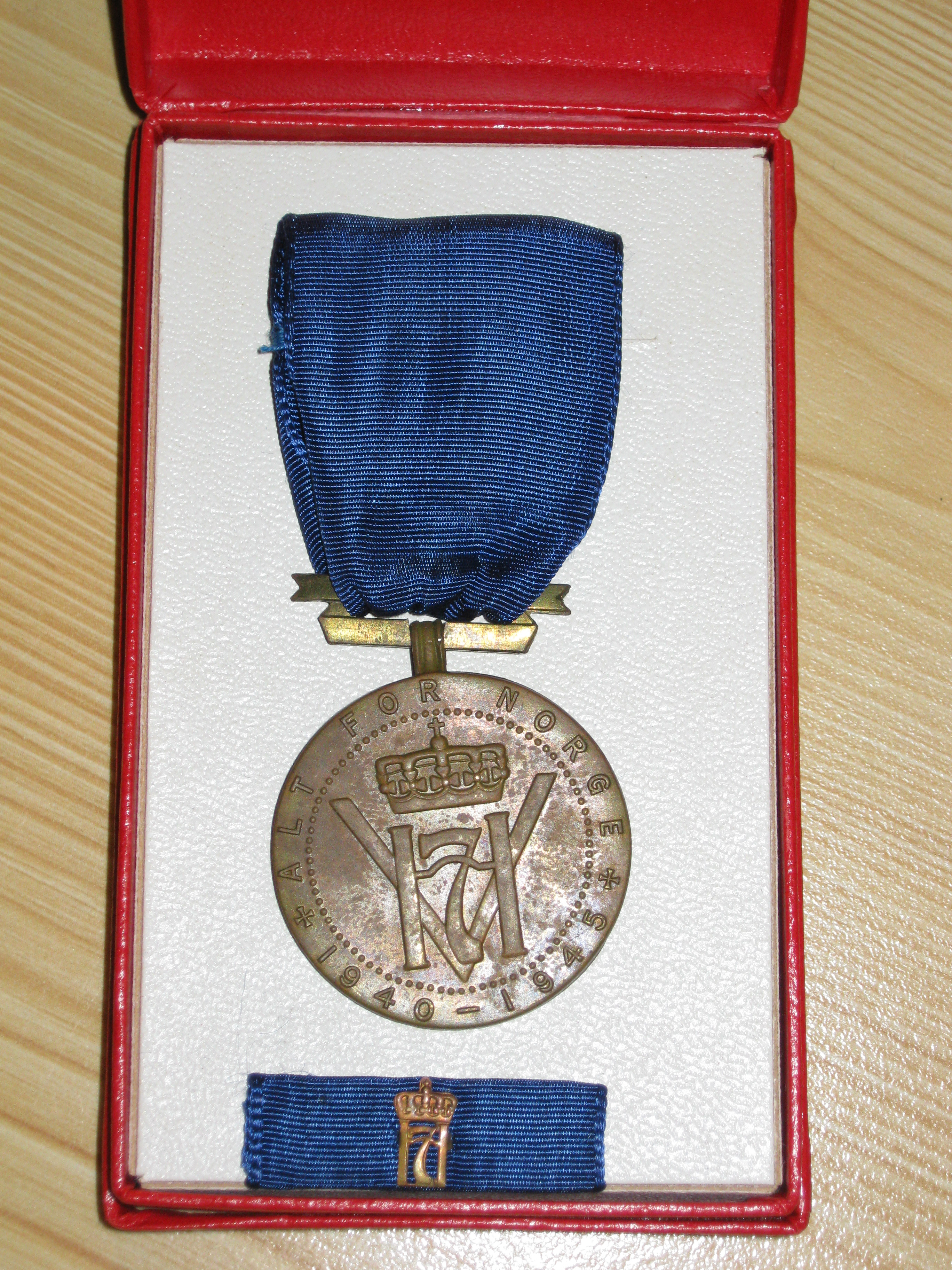
Медаль Свободи в нагородний коробці
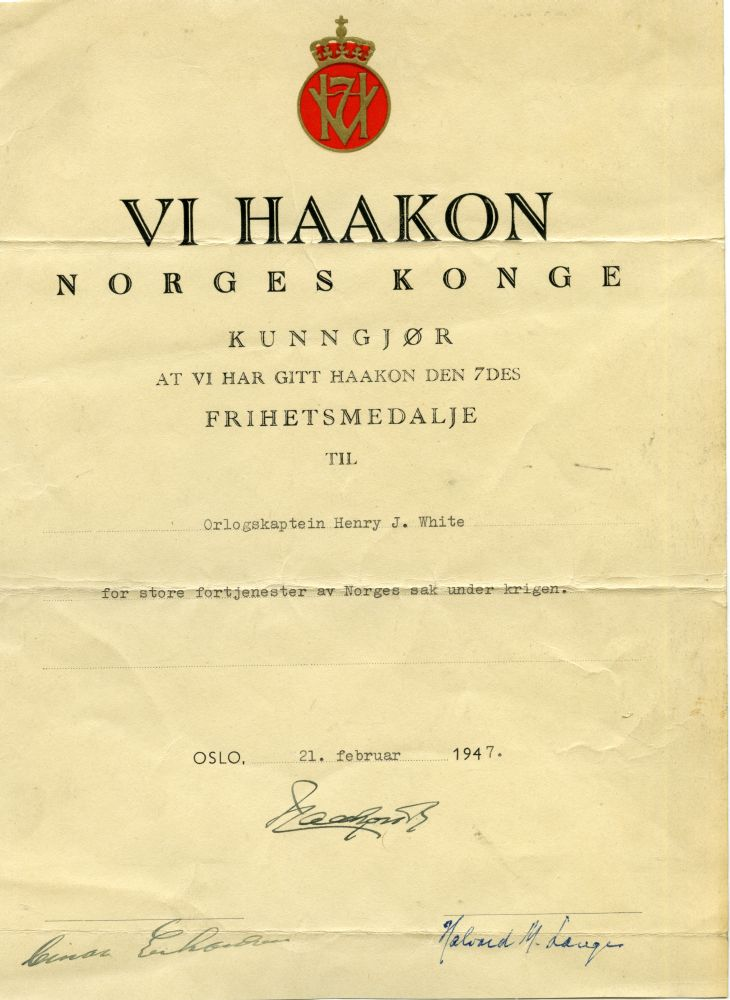
Диплом до медалі
Королівська монограма Гокона VII